# Бељин
Бељин је насеље у Србији у општини Владимирци у Мачванском округу. Према попису из 2022. било је 410 становника.

## Галерија
- Сеоска чесма
- Натпис на чесми
- Споменик палим ратницима и борцима
- Спомен-плоча
- Спомен-плоча
- Сеоска школа
- Споменик крајпуташ

## Демографија
У насељу Бељин живи 519 пунолетних становника, а просечна старост становништва износи 40,3 година (38,8 код мушкараца и 41,9 код жена). У насељу има 190 домаћинстава, а просечан број чланова по домаћинству је 3,46.
Ово насеље је великим делом насељено Србима (према попису из 2002. године), а у последња три пописа, примећен је пад у броју становника.
|  |

| Демографија | Демографија | Демографија |
| Година      | Становника  | Становника  |
| ----------- | ----------- | ----------- |
| 1948.       | 996         |             |
| 1953.       | 1.022       |             |
| 1961.       | 964         |             |
| 1971.       | 812         |             |
| 1981.       | 794         |             |
| 1991.       | 717         | 686         |
| 2002.       | 657         | 698         |

| Етнички састав према попису из 2002.‍ | Етнички састав према попису из 2002.‍ | Етнички састав према попису из 2002.‍ | Етнички састав према попису из 2002.‍ | Етнички састав према попису из 2002.‍ |
| ------------------------------------ | ------------------------------------ | ------------------------------------ | ------------------------------------ | ------------------------------------ |
|                                      |                                      |                                      |                                      |                                      |
| Срби                                 | Срби                                 |                                      | 653                                  | 99,39%                               |
| Црногорци                            | Црногорци                            |                                      | 1                                    | 0,15%                                |
| непознато                            | непознато                            |                                      | 1                                    | 0,15%                                |

| Година пописа     | 1948. | 1953. | 1961. | 1971. | 1981. | 1991. | 2002. |
| ----------------- | ----- | ----- | ----- | ----- | ----- | ----- | ----- |
| Број домаћинстава | 165   | 187   | 204   | 184   | 202   | 200   | 190   |

| Број чланова      | 1  | 2  | 3  | 4  | 5  | 6  | 7 | 8 | 9 | 10 и више | Просек |
| ----------------- | -- | -- | -- | -- | -- | -- | - | - | - | --------- | ------ |
| Број домаћинстава | 32 | 45 | 35 | 24 | 15 | 25 | 7 | 3 | 4 | 0         | 3,46   |

| Пол    | Укупно | Неожењен/Неудата | Ожењен/Удата | Удовац/Удовица | Разведен/Разведена | Непознато |
| ------ | ------ | ---------------- | ------------ | -------------- | ------------------ | --------- |
| Мушки  | 279    | 81               | 166          | 16             | 16                 | 0         |
| Женски | 260    | 38               | 166          | 44             | 12                 | 0         |
| УКУПНО | 539    | 119              | 332          | 60             | 28                 | 0         |

| Пол    | Укупно                    | Пољопривреда, лов и шумарство | Рибарство                            | Вађење руде и камена | Прерађивачка индустрија       |
| ------ | ------------------------- | ----------------------------- | ------------------------------------ | -------------------- | ----------------------------- |
| Мушки  | 207                       | 152                           | 0                                    | 0                    | 19                            |
| Женски | 141                       | 129                           | 0                                    | 0                    | 1                             |
| УКУПНО | 348                       | 281                           | 0                                    | 0                    | 20                            |
| Пол    | Производња и снабдевање   | Грађевинарство                | Трговина                             | Хотели и ресторани   | Саобраћај, складиштење и везе |
| Мушки  | 6                         | 13                            | 6                                    | 2                    | 4                             |
| Женски | 0                         | 0                             | 4                                    | 0                    | 0                             |
| УКУПНО | 6                         | 13                            | 10                                   | 2                    | 4                             |
| Пол    | Финансијско посредовање   | Некретнине                    | Државна управа и одбрана             | Образовање           | Здравствени и социјални рад   |
| Мушки  | 0                         | 0                             | 2                                    | 1                    | 1                             |
| Женски | 0                         | 0                             | 0                                    | 5                    | 1                             |
| УКУПНО | 0                         | 0                             | 2                                    | 6                    | 2                             |
| Пол    | Остале услужне активности | Приватна домаћинства          | Екстериторијалне организације и тела | Непознато            | Непознато                     |
| Мушки  | 0                         | 0                             | 0                                    | 1                    | 1                             |
| Женски | 0                         | 0                             | 0                                    | 1                    | 1                             |
| УКУПНО | 0                         | 0                             | 0                                    | 2                    | 2                             |